# Mochuelo de Atenea

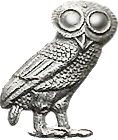
Mochuelo de Palas Atenea en una moneda.

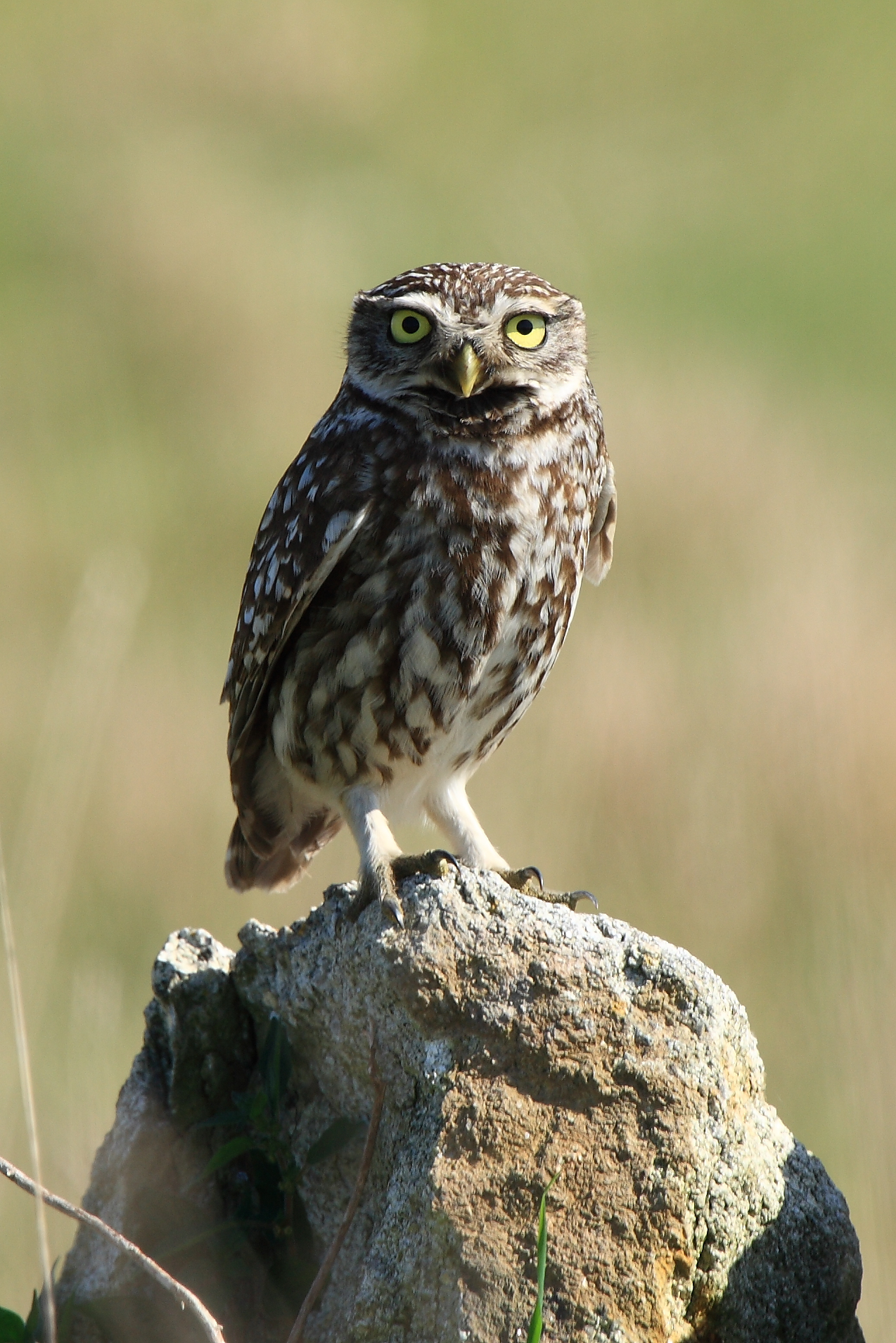
Mochuelo común europeo.

En la mitología griega, el mochuelo de Atenea es el ave que acompaña a Atenea, diosa de la sabiduría, las artes, las técnicas de la guerra, además de la protectora de la ciudad de Atenas y la patrona de los artesanos; la diosa romana correspondiente es Minerva. El mochuelo de Atenea ha sido utilizado en la cultura occidental como símbolo de la filosofía. 
Se le ha atribuido erróneamente los nombres de «lechuza de Atenea» y «búho de Atenea», cuando se trata en realidad del mochuelo común europeo, especie cuyo nombre científico es precisamente Athene noctua.

## Origen
De acuerdo con la mitología, Atenea es fruto de la unión entre Zeus y Metis, diosa de la prudencia. Zeus se tragó a Metis cuando esta estaba a punto de dar a luz a Atenea, por indicación de Urano y Gea, para evitar que ningún otro dios fuera tan poderoso como Zeus. En el instante en que la diosa daba a luz, Hefesto partió con un hachazo la cabeza de Zeus, y de la brecha salió Atenea, vestida con una armadura y lanzó un potente grito de guerra. El concepto analógico con la sabiduría proviene de la idea del nacimiento de la diosa de la cabeza del principal de los dioses.
Una observación de Hegel en "Líneas fundamentales de la filosofía del derecho" ("Grundlinien der Philosophie des Rechts") es que «el búho de Minerva no emprende el vuelo hasta el oscurecer» (« die Eule der Minerva beginnt erst mit der einbrechenden Dämmerung ihren Flug»), lo que se interpreta como que una época de la historia no se entiende hasta su final, de manera que la filosofía no ha de entenderse como predictora ni, por tanto, como prescriptora, ya que sólo alcanza el entendimiento de los fenómenos después de haberse producido estos.

## Mito
Atenea era la diosa patrona de Atenas, y las monedas en uso en la era clásica ateniense estaban acuñadas con la imagen de un ejemplar de este mochuelo. De la misma Atenea se dice que tenía «ojos de mochuelo», como señal de sabiduría y perspicacia. El epíteto homérico más común para Atenea, glaucopis ("γλαυκῶπις") comparte su raíz con la del nombre griego del mochuelo, glaux (γλαύξ) suele traducirse por ‘ojos brillantes’ combinación de γλαύκος glaukos (‘brillante’, ‘plateado’, posteriormente ‘azul’ o ‘gris’) y ὤψ ôps (‘ojo’, o a veces ‘rostro’), o también por 'ojos de mochuelo'. Respecto a este epíteto D'Arcy Thompson señala en su glosario la oscuridad del término, e intuye que podría referirse a la luna.
Sin embargo, no todos los estrígidos se asocian a la sabiduría. Ascálafo fue transformado en lechuza campestre por Deméter (Ceres) para castigarlo cuando acusó a   Perséfone (Proserpina), hija de la diosa, por haber comido las semillas de granada que le impedían regresar de forma permanente al mundo superior.